# Stéphane Ostrowski
Stéphane Ostrowski (* 17. März 1962 in Bron) ist ein ehemaliger französischer Basketballspieler.

## Leben
Der 2,05 Meter messende Ostrowski spielte 23 Jahre in der ersten französischen Liga, ProA, und erreichte in dieser Zeit Mittelwerte von 17,1 Punkten sowie 6,8 Rebounds pro Begegnung. Von 1982 bis 1985 spielte er in Le Mans und anschließend von 1985 bis 1992 in Limoges. Mit letzterer Mannschaft wurde er 1988, 1989 und 1990 Landesmeister, 1988 gewann er mit Limoges auch den Europapokal der Pokalsieger. In den Jahren 1986, 1988, 1989 und 1990 wurde der für seine vielseitige Spielweise, seine Konstanz sowie seine professionelle Arbeitseinstellung bekannte Ostrowski als bester Spieler der ProA ausgezeichnet. 1992 ging er nach Antibes und wurde mit den Südfranzosen 1995 Landesmeister. Er spielte hernach von 1995 bis 1998 in Cholet, 1998 und 1999 wieder in Antibes (Pokalsieger 1998), 1999 bis 2001 in Chalon sowie von 2001 bis 2005 wiederum in Antibes. Im Alter von 43 Jahren zog er sich aus der höchsten französischen Spielklasse zurück.
Mit der Nationalmannschaft nahm Ostrowski an den Olympischen Sommerspielen 1984 teil und erzielte im Turnierverlauf 10 Punkte je Begegnung. Bei der Weltmeisterschaft 1986 war er mit einem Punkteschnitt von 13,4 pro Partie bester Korbschütze der Franzosen. Er stand auch bei den Europameisterschaften 1985, 1987, 1989, 1991, 1993 und 1995 im Aufgebot Frankreichs. Bei der EM 1989 kam er auf 24 Punkte pro Begegnung und war damit drittbester Korbschütze aller bei diesem Turnier eingesetzter Spieler. Mit 19,3 Punkten je Begegnung stand Ostrowski bei der EM 1987 auf dem neunten Rang der Korbjägerliste. Er wurde zwischen Dezember 1983 und Februar 1996 in insgesamt 193 Länderspielen eingesetzt.
In der Saison 2005/06 trainierte er den damaligen Zweitligisten Antibes. Bei Limoges CSP war Ostrowski von 2007 bis 2020 für die kaufmännische Leitung sowie die Vermarktung zuständig.